# سامية حسن
سامية صولحو حسن (27 يناير 1960 -) سياسية تنزانية، ورئيسة تنزانيا الحالية، سادس رؤساء تنزانيا وأول رئيسة للبلاد وأول نائبة لرئيس تنزانيا بعد الانتخابات العامة لعام 2015، وانتخبت مع الرئيس جون ماغوفولي عن حزب الثورة وهو الحزب الحاكم المهيمن في تنزانيا وثاني أطول حزب حكم في أفريقيا. وأعيد انتخاب سامية وماغوفولي في عام 2020. بعد وفاة ماغوفولي في منصبه في مارس 2021، صعدت إلى الرئاسة وأصبحت أول رئيسة تنزانيا. قبل فترة توليها منصب نائب الرئيس، شغلت منصب عضو البرلمان عن دائرة ماكوندوشي من 2010 إلى 2015، كما كانت وزيرة دولة في مكتب نائب الرئيس لشؤون الاتحادات منذ 2010 إلى 2015.
قبل ذلك، شغلت منصب وزيرة في منطقة زنجبار شبه المستقلة في إدارة الرئيس أماني كرومي. في عام 2014، انتُخبت نائبة لرئيس الجمعية التأسيسية المكلفة بصياغة دستور البلاد الجديد.

## النشأة والعمل
ولدت سامية في سلطنة زنجبار. بعد أن أكملت تعليمها الثانوي عام 1977، عملت موظفةً في وزارة التخطيط والتنمية. تابعت عددًا من الدورات القصيرة بدوام جزئي، وفي عام 1986، تخرجت من معهد إدارة التنمية (جامعة مزومبي الحالية) بدرجة دبلوم متقدم في الإدارة العامة.
وبعد تخرجها، كانت تعمل في مشروع ممول من برنامج الأغذية العالمي. بين عامي 1992 و 1994، التحقت بجامعة مانشستر وتخرجت بشهادة الدراسات العليا في الاقتصاد، وفي عام 2015، حصلت على درجة الماجستير في التنمية الاقتصادية المجتمعية من خلال برنامج مشترك بين جامعة تنزانيا المفتوحة وجامعة جنوب نيو هامبشاير.

## الحياة السياسية
في عام 2000، قررت الانضمام إلى السياسة، انتُخبت عضوًا خاصًا في مجلس النواب في زنجبار وعينها الرئيس أماني كرومي وزيرًا. كانت الوزيرة الوحيدة رفيعة المستوى في مجلس الوزراء ويُنظر إليها نظرة «التمييز على أساس الجنس» من قبل زملائها الذكور بسبب جنسها. أعيد انتخابها عام 2005 وأعيد تعيينها وزيرة في حقيبة أخرى.
في عام 2010، سعت لانتخاب الجمعية الوطنية، وخضعت لدائرة ماكوندوتشي البرلمانية وفازت بأكثر من 80%. عينها الرئيس جاكايا كيكويتي وزيرة دولة لشؤون الاتحاد. في عام 2014، انتُخبت نائبة لرئيس الجمعية التأسيسية المكلفة بصياغة دستور البلاد الجديد.
في يوليو 2015، اختارها المرشح الرئاسي لـحزب الثورة، جون بومبيه ماغوفولي، لمنصب نائب الرئيس في انتخابات عام 2015، مما يجعلها أول نائبة في تاريخ الحزب. أصبحت فيما بعد أول نائبة رئيس في تاريخ البلاد بعد فوز ماغوفولي في الانتخابات.
بعد وفاة ماغوفولي في 17 مارس 2021 تولت سامية رئاسة تنزانيا، وفي يوم 19 مارس أدت اليمين الدستورية وأصبحت سادس رئيس لتنزانيا وأول رئيسة للبلاد. وستتولى سامية رئاسة البلاد بقية ولاية ماعوفولي الثانية وتبلغ مدتها خمس سنوات والتي بدأت العام الماضي.

## الحياة الشخصية
تزوجت عام 1978 من حافظ أمير، وهو ضابط زراعي متقاعد، ولديهم أربعة أطفال. ابنتها وانو حافظ أمير عضو في مجلس نواب زنجبار.